# Giovanni Papini
Giovanni Papini (Florencia, 9 de enero de 1881-Florencia, 8 de julio de 1956) fue un escritor italiano. Inicialmente ateo y escéptico, posteriormente pasó a ser un fervoroso católico. Era hijo de Luigi Papini, republicano, ateo y anticlerical, y Erminia Cardini que decide bautizarlo sin conocimiento de su padre. Vive una infancia solitaria y de privaciones encontrando en los libros y las bibliotecas una fuente de inagotable consuelo y placer. 

## Infancia y formación
Como sus padres no estaban casados, tuvo por un tiempo el apellido Tabarri y pasó los primeros meses de su vida en el hospicio. El 10 de agosto de 1882 fue reconocido por su madre, quien le dio su apellido y lo incorporó a la familia; el 14 de mayo de 1888, día de la boda de sus padres, fue legitimado con el apellido Papini. Sus hermanos Mario y SofÍa nacieron en 1887 y 1889.
Tuvo una infancia y adolescencia predominantemente solitarias. Atraído por la literatura, pasó gran parte de su tiempo libre primero leyendo los libros de la biblioteca de su abuelo y luego de la pública (la Biblioteca Nacional de Florencia). Asistió a la escuela primaria "Dante Alighieri", luego a la escuela técnica San Carlo, Después pasó a la de vía Parione. Completó sus estudios secundarios en la escuela normal de vÍa San Gallo. Durante este período entabló amistades duraderas: en 1897 Domenico Giuliotti (que también se convertiría en escritor) y al año siguiente Luigi Morselli, Giuseppe Prezzolini y Alfredo Mori.
Se graduó como profesor en 1899. Al año siguiente ya tenía trabajo como profesor de lengua italiana en el Instituto Inglés de Florencia. Posteriormente se convirtió en bibliotecario del Museo de Antropología de Florencia. En 1903 murió su padre Luigi.

## La revistaLeonardo

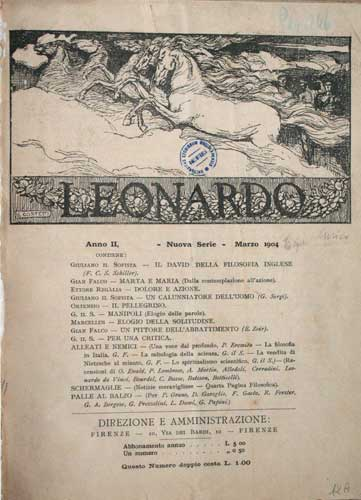
Il Leonardo Magazine 1904

A comienzos de siglo, en 1903, funda en Florencia, junto a Giuseppe Prezzolini y otros más, la revista Leonardo y utilizaron como sede el Palacio Davanzati. Revista tenazmente combativa, contrastaba con el positivismo filosófico y literario de la época.
Los fundadores proclamaron "la guerra a todas las academias". También persiguieron un "individualismo feroz contra la solidaridad y el frenesí socialista que entonces apagaba los ánimos de la juventud". Papini, que se hizo cargo del diseño y la gestión de la revista por su cuenta, firmó sus artículos bajo el seudónimo de "Gian Falco". A finales de año fue llamado por Enrico Corradini para colaborar en la edición del periódico Il Regno, en el que Papini escribió sus formulaciones más puramente políticas. Lleno de interés, aprendió todo lo que había que saber sobre la corriente filosófica llamada pragmatismo. En 1904 participó en el Congreso Internacional de Filosofía en Ginebra. En esa ocasión conoció al filósofo francés Henri Bergson.
En 1906 publicó el ensayo El crepúsculo de los filósofos, inspirado en El ocaso de los ídolos y la muerte de Dios de Nietzsche, en el que critica duramente el pensamiento filosófico de Immanuel Kant, Friedrich Hegel, Arthur Schopenhauer, Auguste Comte, Herbert Spencer y Friedrich Nietzsche, declarando finalmente la muerte de la filosofía misma. Le dio una copia del libro a Arturo Reghini cuando ingresó en la logia masónica florentina "Lucifero" al año siguiente.
Ese mismo año se publica Il trágico, periódico que sanciona, junto con El piloto ciego (1907), el nacimiento de las llamadas "novelas metafísicas", una colección de obras que innova profundamente el género novelístico. El 18 de mayo de 1907, Papini publicó el artículo The Philosophy of Cinema en la portada de Turin Press, considerado uno de los primeros artículos de crítica cinematográfica en aparecer en un periódico nacional italiano.

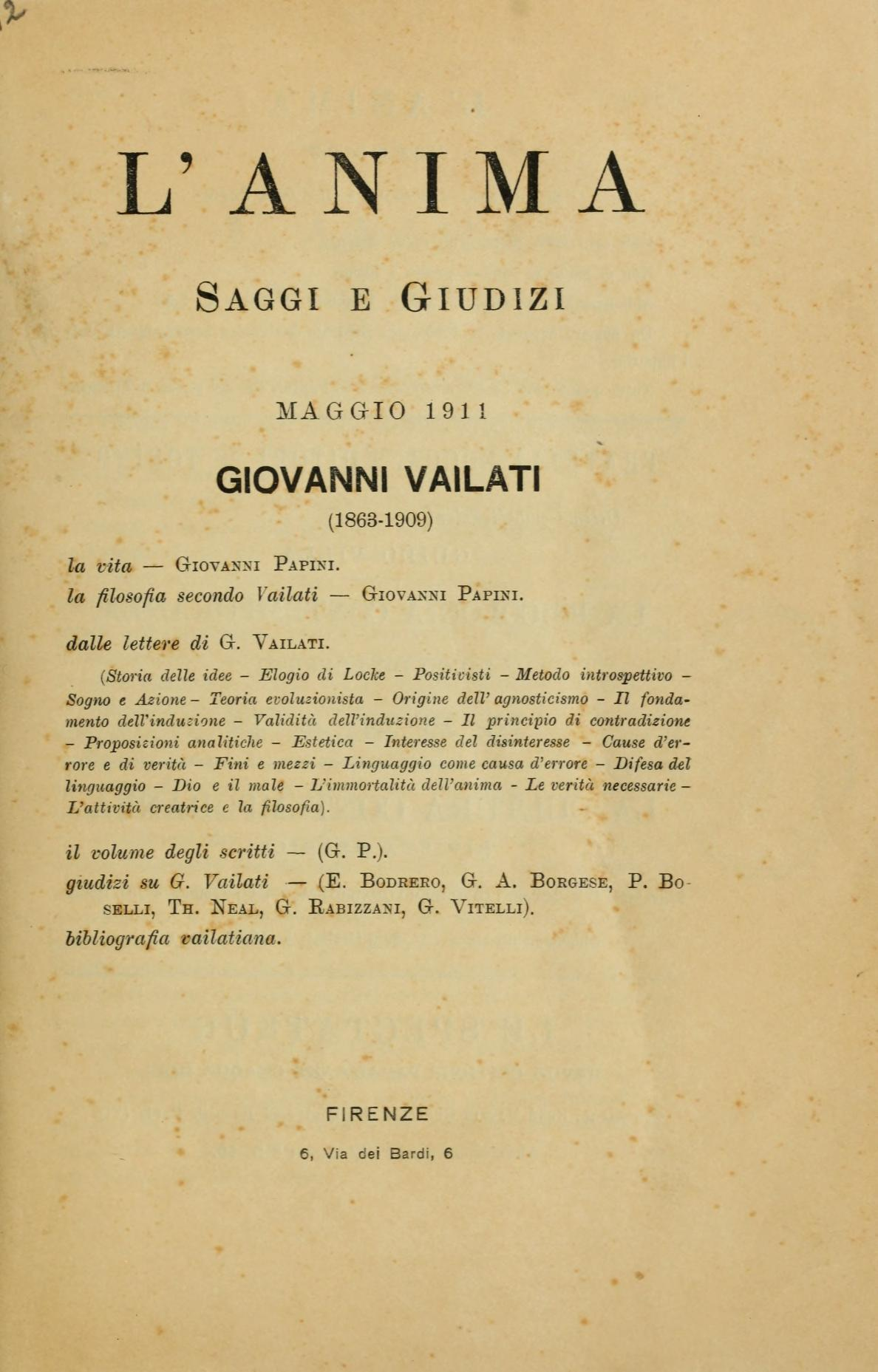
L'Anima mayo de 1911

El desapego gradual de Prezzolini, más inclinado a seguir a Benedetto Croce, y los desacuerdos con los demás colaboradores marcaron el cierre de Leonardo en 1907. Tras el cierre de Leonardo cofundó el Círculo de Filosofía dirigido por Giovanni Amendola. En 1909 Papini comenzó a comisariar para el editor Rocco Carabba de Lanciano la serie Cultura dell'ima (dedicada a obras de filosofía antigua y moderna) que, junto con la titulada Scrittori nostra, dirigiría hasta 1920 (no sin diferencias con Carabba, que terminará con el fin de la colaboración con la editorial Abruzzese).
Mientras tanto, en 1907 Papini se había casado con Giacinta Giovagnoli, natural de Bulciano, una fracción de Pieve Santo Stefano, en la provincia de Arezzo. Dejó la casa de sus padres y se fue a vivir a vía dei Bardi. El 7 de septiembre de 1908 nació su primera hija, Viola. En 1910 tuvo una segunda hija, Gioconda.

## La Voce
En 1908, de nuevo con Prezzolini, funda La Voce, destinada a ser una de las revistas culturales más importantes del siglo XX, y que continuó sus publicaciones en diversas fases hasta 1916.
- "Un periódico. Cada artículo tiene el tono y el sonido de una proclamación; cada golpe y broma de controversia está escrito al estilo de los boletines victoriosos; cada título es un programa; cualquier crítica es un asalto a la Bastilla; cada libro es un evangelio; cada conversación toma el aire de un consejo de catilinarios o de un club de sans-culottes; e incluso las cartas tienen el jadeo y el galope de las advertencias apostólicas. Para el hombre de veinte años, todo anciano es el enemigo; toda idea es sospechosa; todo gran hombre va a ser juzgado y la historia pasada parece una larga noche rota por un relámpago, una espera gris e impaciente, un eterno crepúsculo de esa mañana que ahora finalmente se levanta con nosotros".

(Giovanni Papini, Un hombre acabado)
En 1911, Papini fundó con Giovanni Amendola la revista L'Anima, de tendencia teosófica, que sólo tuvo un año de vida, continuando gravitando, en el campo irracionalista, entre el ateísmo y la mística esotérica. En 1912 publica Las memorias de Dios, cúspide de su protesta anticristiana y de su nihilismo, en la que pone en escena a un Dios que desea la muerte de la fe y por tanto su propio fin, arrepentido como está de haber creado tanto mal en el mundo. La obra, seguida de artículos antirreligiosos en la nueva revista Lacerba firmando como "Cristo pecador" y "Odio entre sí", generó mucha sensación y le costó al autor un juicio por ultraje contra la religión, pero el libro fue rechazado por Papini en la vejez, tanto como para incitar a su hija Viola de buscar las copias aún existentes y prenderles fuego. Tommaso Gallarati Scotti le envió una carta declarando que el ateísmo enojado de Papini tarde o temprano le conduciría a una conversión (como sucedería).

## Lacerba, intervencionismo acalorado y arrepentimiento

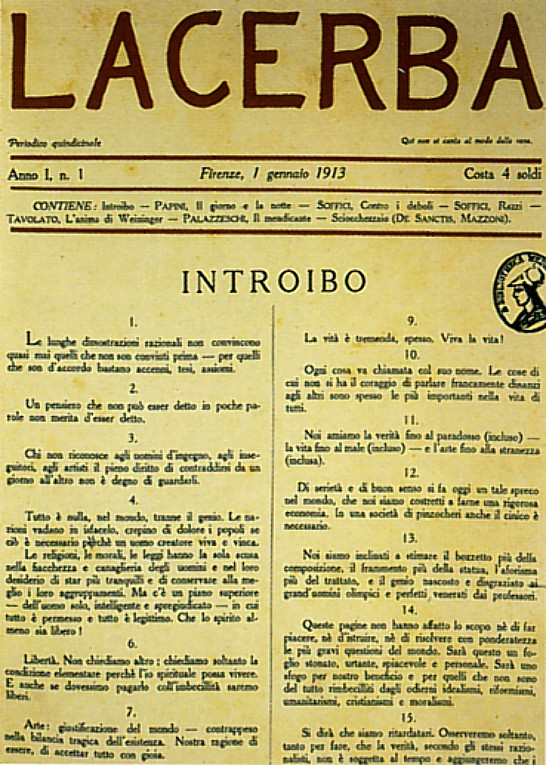
El n. 1 de la revista Lacerba, Florencia 1 de enero de 1913

El 1 de enero de 1913 crea la revista Lacerba con Ardengo Soffici, que se edita en Florencia. Apoyó al futurismo, que para él:
- "Es una guerra contra la academia, contra la universidad, contra la escuela, contra la cultura oficial, es la liberación del espíritu de los viejos lazos, de las formas sobreutilizadas ... es un amor frenético por Italia y la grandeza de Italia. . . es un odio inconmensurable contra la mediocridad, la imbecilidad, la cobardía, el amor al status quo y la vida tranquila, a las transacciones y acomodaciones ... "

(Giovanni Papini, La experiencia futurista, 1913-1914, Florencia, Vallecchi, 1919.)
También en 1913 publicó Un hombre acabado, una autobiografía escrita a los 30 años de un joven "nacido con la enfermedad de la grandeza", que se lanzó al estudio para crear una obra que pudiera superar en importancia a Dante Alighieri y William Shakespeare, en el que, sin embargo, revela un estado de ánimo atribulado, neurótico y deprimido, revelando también la atracción por la muerte y el suicidio:
- «Todo ha terminado, todo está perdido, todo está cerrado. No hay nada más que hacer. ¿Consolarte a ti mismo? Ni siquiera. ¿Llorar? Pero para llorar todavía se necesita energía, ¡se necesita un poco de esperanza! Ya no soy nada, ya no cuento, no quiero nada: no me muevo. Soy una cosa y no un hombre. Tócame: estoy frío como una piedra, frío como un sepulcro. Aquí está enterrado un hombre que no pudo convertirse en Dios (...) No pido ni pan, ni gloria, ni compasión. Pero pido y pido, humildemente, de rodillas, con toda la fuerza y pasión del alma, por un poco de certeza: una sola, un poco de fe segura, un átomo de verdad. Necesito algo de certeza, necesito algo real. No lo puedo hacer sin; Ya no sé vivir sin él. No pido nada más, no pido nada más, pero lo que pido es mucho, es una cosa extraordinaria: lo sé. Pero lo quiero en todos los sentidos, debe dármelo a toda costa, incluso si hay alguien en el mundo que se preocupa por mi vida. Sin esta verdad ya no puedo vivir y si nadie tiene piedad de mí, si nadie puede responderme, buscaré en la muerte la dicha de la luz plena o la quietud de la nada eterna ".

(Un hombre acabado, 1913)

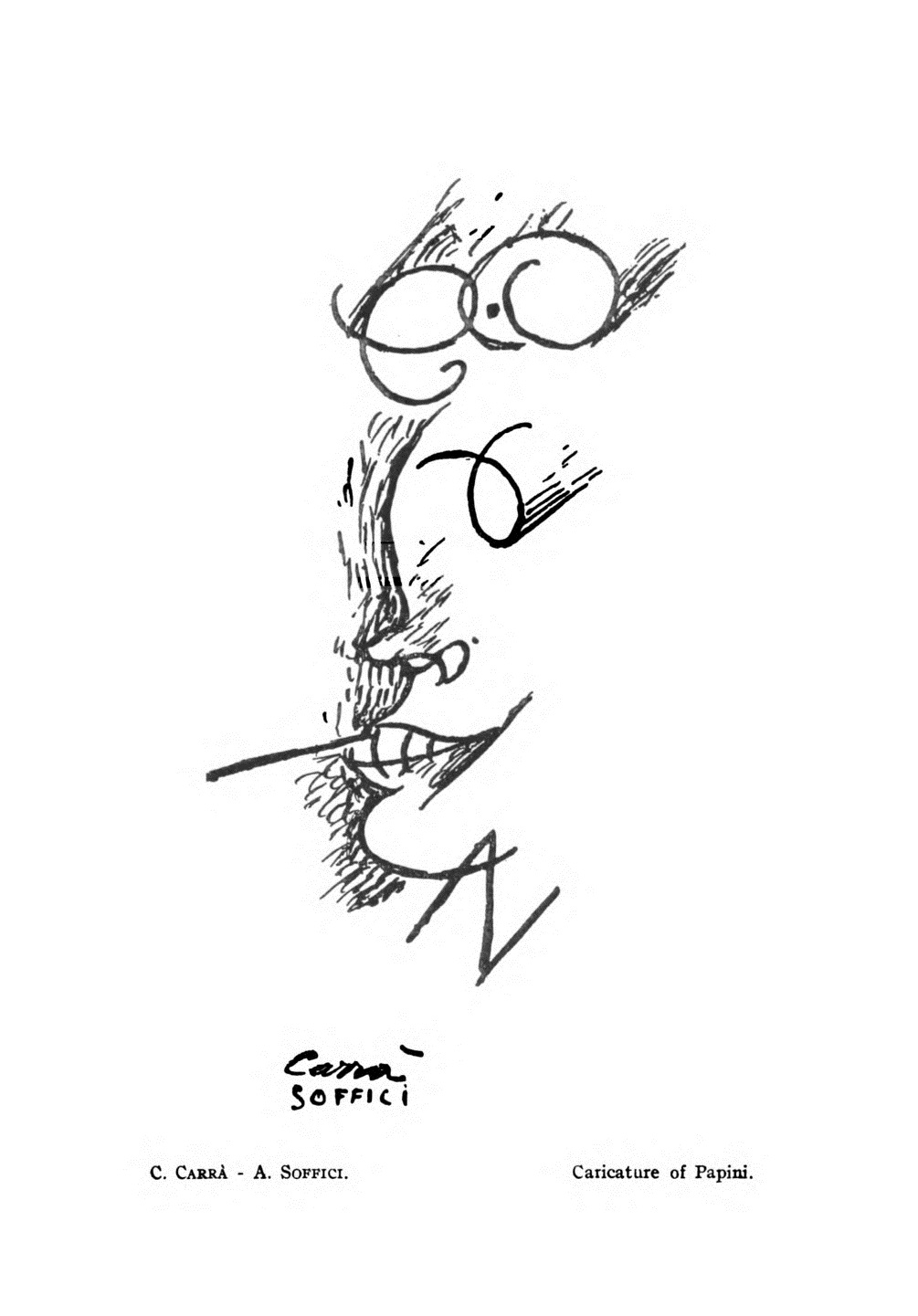
Caricatura de Papini, Carlo Carrà y Ardengo Soffici

De vez en cuando en la novela hay una decepción por la imposibilidad de alcanzar una meta demasiado ambiciosa. En noviembre de 1914 inició su colaboración con Il Popolo d'Italia, el periódico fundado por Benito Mussolini. En el primer número de Lacerba Papini publicó un texto verbalmente violento en tono nietzscheano, marinetiano y anticlerical:
- "4. Todo es nada en el mundo excepto el genio. Las naciones se desperdician, deja que los pueblos mueran de dolor si esto es necesario para que un hombre creador viva y gane.
- 5. Las religiones, la moral, las leyes tienen la única excusa en la debilidad y vileza de los hombres y en su deseo de estar más tranquilos y mantener sus agrupaciones lo mejor posible. Pero hay un nivel superior - el del hombre solitario, inteligente y sin escrúpulos - en el que todo está permitido y todo es legítimo. ¡Que el espíritu al menos sea libre! (...)
- 14. Estas páginas no pretenden de ninguna manera agradar, instruir o resolver los problemas más serios del mundo con seriedad. Este será un trozo de papel discordante, ofensivo, desagradable y personal. Será una salida para nuestro beneficio y para aquellos que no están completamente adormecidos por los idealismos, reformismos, humanitarismos, cristianismos y moralismos de hoy.
- 15. Se dirá que estamos rezagados. Solo observaremos, solo para hacerlo, que la verdad, según los propios racionalistas, no está sujeta al tiempo y agregaremos que los Siete Sabios, Sócrates y Jesús son todavía un poco mayores que los Sofistas, Stendhal, Nietzsche y otros "desertores".
- 16. ¡Deja todo temor, tú que entras!"

(Giovanni Papini, Lacerba, Yo,)
Papini luchó a favor de la intervención italiana en la Primera Guerra Mundial, de una manera acalorada y exaltada por el belicismo. Es famoso su provocador artículo We love war, publicado en Lacerba (1 de octubre de 1914), en el que afirma, retomando las ideas de Marinetti sobre la guerra como "higiene del mundo", la violencia como "bella y necesaria", también influenciado por las teorías nietzscheanas y el darwinismo social:
- “Finalmente ha llegado el día de la ira después de los largos crepúsculos del miedo. Finalmente están pagando el diezmo del ánima por la limpieza de la tierra. Al final, se necesita un baño tibio de sangre negra después de tanta leche materna húmeda y tibia y lágrimas fraternales. Se necesitaba una buena pizca de sangre para el calor de agosto; y un trasiego rojo para las cosechas de septiembre; y una pared de frascos para el frescor de septiembre. (...) Somos demasiados. La guerra es una operación maltusiana. Hay demasiado en este lado y demasiado en el otro lado que presionan. La guerra vuelve a encarrilar los juegos. Crea un vacío para que se pueda respirar mejor. Deja menos bocas alrededor de la misma mesa. Y se deshace de una infinidad de hombres que vivieron porque nacieron; que comía para vivir, que trabajaba para comer y maldecían el trabajo sin el valor de rechazar la vida. (...) Que no se reproche a las lágrimas de las madres el uso de la peroración. De qué pueden servir las madres después de cierta edad, si no para llorar. Y cuando se quedaron embarazadas no lloraron: hay que pagar por el placer también. Y quién sabe si algunas de esas madres llorosas maltrataron y maldijeron a su hijo antes de que los carteles lo llamaran al campamento. Déjalas llorar: después de llorar, te sientes mejor. (...) Nos encanta la guerra y la saboreamos como gourmets mientras dura. La guerra es aterradora, y precisamente porque es aterradora y terrible y destructiva debemos amarla con todos nuestros corazones masculinos".

(G. Papini, Amamos la guerra)
Sin embargo, el escritor se reformó y no pudo alistarse, debido a su miopía innata y muy pronunciada. Su espíritu polémico, escéptico e íntimamente individualista lo llevó poco antes de la entrada de Italia en la guerra a romper con los futuristas milaneses (Futurismo y Marinetti, Lacerba del 14 de febrero de 1915).

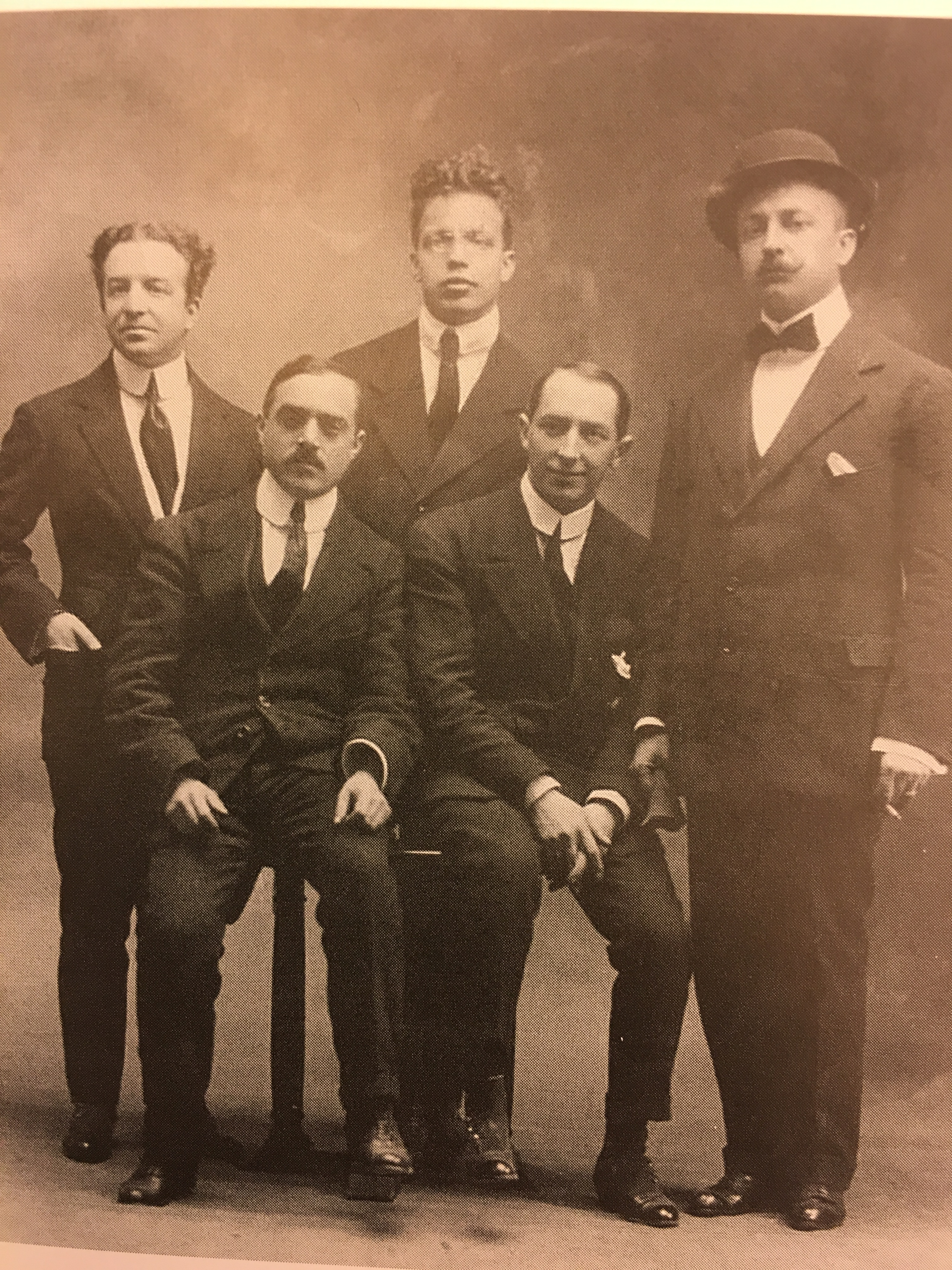
Grupo futurista: Aldo Palazzeschi, Umberto Boccioni, Giovanni Papini, Carlo Carrà, Filippo Tommaso Marinetti

El 22 de mayo de 1915 cerró la revista unos días antes de entrar en guerra contra Austria-Hungría, pero más tarde demostró estar profundamente arrepentido de su intervencionismo, al darse cuenta de la inmensa carnicería de la Gran Guerra también a través de la correspondencia con Prezzolini y Giuseppe Ungaretti, entonces en el frente. Papini volvió sobre la evolución de su trabajo personal hasta su conversión en la obra (póstuma) El segundo nacimiento (1958, pero ya terminada en 1923). Al describir las posiciones tomadas antes y después del estallido de la Primera Guerra Mundial, reveló en este y otros escritos un sincero e íntimo arrepentimiento por su intervencionismo inicial hasta su adhesión al discurso sobre la "masacre inútil" del papa Benedicto XV (1917 ). Escribió que la guerra fue
- «Un inmenso derroche de sangre y de almas (...) destrozadas, infestadas y ahogadas. (...) Mientras yo estaba con mis hijas en mi casa, entre mis libros y mi pan, millones de hombres se sentaron en cuclillas en las trincheras móviles".

(El segundo nacimiento, publicado póstumamente)
- «A veces sentí un remordimiento que ni siquiera sé describir con fidelidad: a veces me avergoncé, a veces lo acepté como un principio de redención. Lamento haber aconsejado la guerra y, al mismo tiempo, verla ahora tan diferente de lo que esperaba; remordimiento por mi inacción y remordimiento por haber hecho, en mi pequeñez, demasiado; remordimiento por haber preparado, con el cinismo misantrópico de los últimos años, esa ceguera espiritual que ahora se desahogaba en las masacres; remordimiento de sentirse casi cómplice, aunque indefenso, de esa frenética devastación de cuerpos, corazones, patrias; remordimiento por mi incapacidad para acabar con el sangriento flagelo ".

(De Mortura, en El segundo nacimiento, Vallecchi, Florencia, 1958, págs.233-240)
- «Creí en la guerra en los años 14 y 15, pero desde el 16 hasta ahora mi repugnancia y mi desilusión han ido creciendo enormemente. Y hoy, como tú, maldigo y condeno lo que exalté. (...) El horror nos enseñó lo que realmente somos".

(Carta a Aldo Palazzeschi, 1920)
También en 1915 publicó las colecciones poéticas Cien páginas de poesía, Buffonate y Maschilità. En 1916, con su Stroncature elogió a Shakespeare y Goethe, pero atacó a Boccaccio, Croce, Gentile, Benelli y al "gorrión facilitador" Guido Mazzoni. El 4 de febrero de 1917 aparece en el boloñés Il Resto del Carlino uno de sus artículos sobre Giuseppe Ungaretti, del que había publicado algunas cartas en Lacerba. En el mismo año se lanzó Opera prima. Los versos de Opera prima, inicialmente titulados Veinte poemas, trazan el perfil de un hombre que lucha con una realidad, como la de las primeras décadas del siglo XX, caracterizada por un tumulto de ideas a menudo en conflicto. Y es en una posición de contraste, con todo y especialmente consigo mismo, donde surge Papini; en un continuo choque de sentidos y conciencia, en el que vuelve a aflorar un melancólico intimismo:
- "... Pero cuando, al final del día / encuentro, cansado y con frío, el hoyo del camino / en la media sombra lila del regreso, / soy el pobre triste al que nadie le hace caso. . "

(de Ottava poesia, Opera prima, 1917)
En 1924 el editor Formiggini rindió homenaje a Papini con una de sus "Medallas"; el retrato fue compuesto por el poeta de los Abruzzos Nicola Moscardelli. Giovanni Papini había conocido a Moscardelli en 1913, cuando era alumno oficial en Florencia, y nació una amistad entre los dos que duraría hasta la prematura muerte del Abruzzese, que tuvo lugar en 1943.
Sus ansiedades neuróticas resurgieron lentamente para no alcanzar la superación que deseaba, que ya lo atormentaban en la preguerra y que había intentado apaciguar con Lacerba, las proclamas incendiarias y el intervencionismo, y entró en una crisis personal cada vez más profunda.

## Conversión religiosa
Después de la Primera Guerra Mundial, Papini pasó años de particular crisis espiritual, pero la cercanía de su esposa, la amistad y los benevolentes reproches de Domenico Giuliotti, y otras personas que siempre habían sentido su genio contracorriente e incomprendido, lo acompañaron en su camino de descubrimiento de la fe cristiana. Entre las personalidades del mundo católico de las que se hizo amigo estaba también el obispo de Sansepolcro, Pompeo Ghezzi, a quien conoció y frecuentó durante sus estancias veraniegas en Pieve Santo Stefano. Esta conversión suya del anticatolicismo anterior será exaltada y celebrada en los círculos católicos como una de las conversiones más famosas del período.

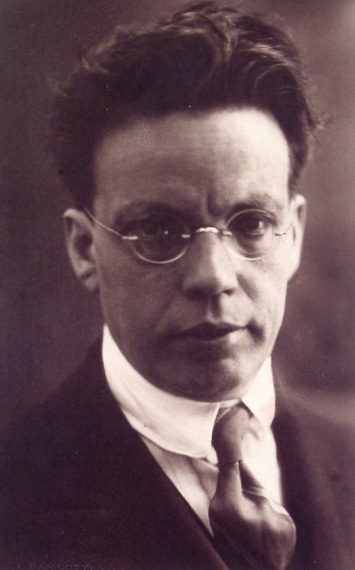
Giovanni Papini en los años veinte

En 1921 anunció su conversión religiosa publicando la Historia de Cristo, que resultó ser un éxito editorial internacional. Basada en el testimonio de los evangelios canónicos y también de los apócrifos, narra la vida de Jesús, también celebrado como rebelde de su tiempo (por lo que sufrió críticas incluso de algunos círculos católicos), para invocar su gracia para con la humanidad corrupta:
- “El autor de este libro escribió otro [Un hombre acabado], hace años, para contar la melancólica historia de un hombre que quiso, por un momento, convertirse en Dios. Ahora, en la madurez de los años y de la conciencia, el mismo autor intentó escribir la vida de un Dios que se hizo hombre. En ese tiempo de fiebre y orgullo, el que escribe ofendió a Cristo como pocos antes que él lo habían hecho. Sin embargo, después de solo seis años, pero seis años que fueron de gran trabajo y devastación fuera de él y dentro de él, después de largos meses de agitados pensamientos, de repente, interrumpiendo otro trabajo, casi impulsado y empujado por una fuerza más fuerte, comenzó a escribir este libro de Cristo, que ahora le parece una expiación insuficiente por esos pecados".

(Introducción a la Historia de Cristo)
- "En ninguna época como esta hemos sentido la agonizante sed de salvación sobrenatural. En poco tiempo, del que recordamos, lo abyecto ha sido tan abyecto y el calor tan ardiente. La tierra es un infierno iluminado por la condescendencia del sol. Pero los hombres están sumergidos en una mierda de estiércol disuelta en lágrimas, de la que se levantan, a veces, frenéticos y desfigurados, para arrojarse al hervor bermellón de sangre, con la esperanza de lavarse".

(de Historia de Cristo)
En 1922, tras el éxito de la obra, la Universidad del Sagrado Corazón de Milán le ofreció la cátedra de literatura italiana, que sin embargo Papini rechazó.
En cambio, el Diccionario del hombre salvaje (1923), escrito en colaboración con Giuliotti y nunca completado, que marcó su adhesión al conservadurismo, y en el que se amonesta a judíos, protestantes, mujeres, laicismo y democracia. Después de esta obra, Papini escribió, en colaboración con Pietro Pancrazi, una importante antología poética titulada Poetas de hoy.
Posteriormente publicó Pan y vino (1926) y San Agustín (1929). Para este último libro, el fundador del Partido Comunista Italiano Antonio Gramsci, en prisión por antifascismo desde 1926, criticó su conversión en 1931 (en los cuadernos póstumos de la prisión) argumentando que no habría sido al catolicismo o al cristianismo sino sólo al jesuitismo y al fascismo clerical, pasando de un extremismo anticristiano a un extremismo cristiano.
- «Cabe señalar cómo los escritores de La Civiltà Cattolica se deleitan con él, le miman y le defienden de cualquier acusación de heterodoxia. Las frases de Papini contenidas en el libro de San Agustín y que muestran la tendencia al secentismo[18] (los jesuitas fueron representantes destacados del secentismo): " cuando lucharon por salir de los sótanos del orgullo para respirar el aire divino del absoluto »,« Sube del muladar a las estrellas »etc. Papini no se convirtió al cristianismo, sino propiamente al jesuitismo (se puede decir, además, que el jesuitismo, con su culto al Papa y la organización de un imperio espiritual absoluto, es la fase más reciente del cristianismo católico)".

(Antonio Gramsci)

## Años treinta y cuarenta: adhesión al fascismo y al franciscanismo

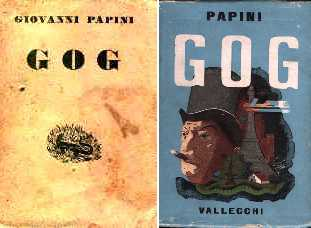
Gog Papini 1931

En 1931 publicó Gog, una colección de cuentos caracterizados por un pesimismo al estilo de Huxley sobre el "destino brillante" que ofrecen las sociedades capitalistas al hombre moderno. En 1933 Dante vivo, lanzando a menudo críticas como un nuevo Dante y un Manzoni recién convertido, al que incluso criticó, como la última voz de los católicos intransigentes según Benedetto Croce.
En 1935 se acercó al fascismo pero rechazó la oferta de la cátedra de literatura italiana en la Universidad de Bolonia. En 1937 publicó el primer volumen -que quedó único- de la Historia de la literatura italiana con la dedicatoria "Al Duce, amigo de la poesía y los poetas", que recibió gran consideración del mundo académico, especialmente en lo referente al estudio del Renacimiento italiano. Poco tiempo después recibió el nombramiento como académico de Italia y aceptó la dirección del Instituto de Estudios del Renacimiento, así como la dirección de la revista La Rinascita.
Después de leer sobre las feroces persecuciones a los cristianos rusos, atacó duramente a la Unión Soviética y sus gulags, llamando a Stalin zar y ladrón:
- «Antes de 1918, el trabajo forzoso solía ser solo en algunas provincias de Siberia; hoy Siberia ha invadido toda Rusia, y la Unión Soviética no es más que una inmensa prisión, donde carceleros y prisioneros son igualmente castigados por el terror mutuo. El gobierno de Moscú es una autocracia feroz e intolerante, donde el zar es un antiguo ladrón de bancos».[17]

Apareció entre los firmantes del Manifiesto de la raza en 1938, aunque en las páginas del periódico Il Frontespizio, con el artículo Razzia dei Razzisti (diciembre de 1934), se había declarado distante de cualquier discriminación racial y del racismo científico, estando más cerca a un antijudaísmo religioso clásico en el que los judíos deben convertirse, según la tradición católica. En el artículo Papini declaró:
- «Los racistas al por mayor están parloteando sobre razas como si la etnología fuera una ciencia tan precisa y segura como la geometría. ¿Dónde en la tierra descansa y fluye la pura sangre aria en nombre de la cual estos voceadores persiguen a los judíos y decretan el declive incurable del 'caos étnico' de los pueblos neolatinos?»

Y también:
- «El racismo no es más que un camuflaje - con el trapo de la ciencia equivocada y la historia falsificada - del eterno orgullo germánico».

En 1942 Papini fue elegido vicepresidente del congreso de la Unión Europea de Escritores en Weimar. En la ciudad alemana pronunció un discurso marcado por un catolicismo universalista y civilizador, y sobre la primacía de la cultura italiana sobre la germánica, que no dejó de atraer la crítica de los nazis, y que por tanto fue ignorado por la prensa alemana por orden de Joseph Goebbels.
En 1943, tras el armisticio del 8 de septiembre de 1943, en plena Segunda Guerra Mundial, se refugia en el convento de La Verna en la diócesis de Arezzo, y en 1944 se convierte en terciario laico franciscano con el nombre de Fra 'Bonaventura. (en honor a San Buenaventura de Bagnoregio), entrando así en la Tercera Orden Regular de San Francisco, una rama de la Orden Seglar de la familia Franciscana.
En abril de 1944, tras el asesinato de Giovanni Gentile por partidarios comunistas del GAP en Florencia, rechazó el nombramiento como presidente de la Academia Italiana de la República Social Italiana de Salò, el nuevo estado fascista fundado por Mussolini al norte bajo el apoyo a la ocupación de la Alemania nazi. Al salir de La Verna, se escondió en el obispado de Arezzo porque era amenazado y buscado por los comunistas, mientras los partidarios de las Brigadas Garibaldi devastaban su casa y propiedades florentinas, tanto por su pasado fascista como porque se le consideraba tácitamente cómplice de la RSI. Finalmente, será rescatado por soldados estadounidenses, dos de los cuales habían leído sus libros. Incluso después de la guerra, Papini quedó literalmente conmocionado, tanto por la violencia de guerra que había visto como por la noticia de la bomba atómica, por las atrocidades estalinistas y por la devastada Italia.

## Madurez

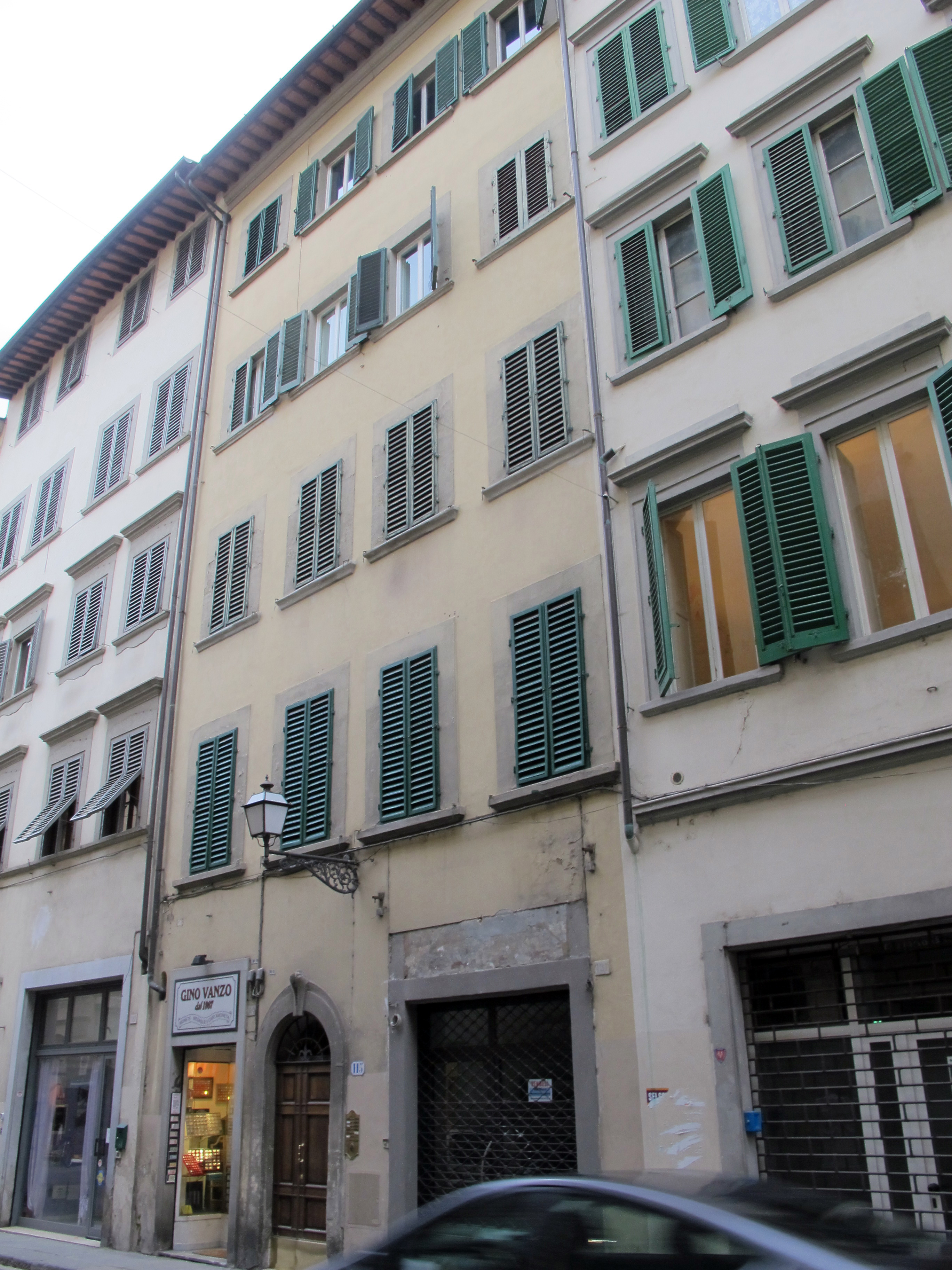
Via ghibellina 115, casa de Papini en Florencia

Terminada la guerra, desplegó una amplia labor literaria, transformando su literatura en camino de las convicciones cristianas. Destacan en sus últimas obras las indagaciones acerca de la figura del poeta, esbozadas ya en escritos anteriores (Escalera de Jacob en 1932). Para Papini, el poeta y el escritor comparten, de alguna manera, un lugar privilegiado para anunciar y expresar lo trascendente. La literatura es medio de lo trascendente, lleva luz a los pueblos. Esta convicción, anclada ya entre griegos y romanos, sobrevivió a lo largo de los siglos y Papini la recupera y remodela. Él, como escritor, cada vez dedica más esfuerzos a indagar las cuestiones fundamentales de la vida. Su mayor y último esfuerzo lo dedicó a la redacción de Juicio final, una obra que le ocupó durante muchos años. En ella, retrata una gran cantidad de personajes destacados: políticos, artistas, poetas, militares. Todos son convocados en el día del Juicio ante el tribunal divino. Papini muestra en esta obra la convicción de la bondad divina, que perdonará a todo el género humano sus debilidades y rapacidades, aun las más graves e injustificables.
A principios de la década de 1950, Papini continuó escribiendo aunque casi ciego. Después de la Segunda Guerra Mundial, aunque de facto marginado del mundo de la cultura y apoyado sólo por los católicos más tradicionales por su implicación con el fascismo, fundó junto con Adolfo Oxilia la revista de poesía y metafísica L'Ultima y publicó obras que despertaron mayor atención, como las Cartas a los hombres del Papa Celestino VI (1946), La vida de Miguel Ángel (1949), El Libro Negro - Nuevo Diario de Gog (1951) y especialmente El Diablo (1953, pero escrito en 1950), en que se arriesgó a ser incluido en los libros prohibidos en el índice a pesar de su afiliación religiosa como franciscano, debido a la oposición de altos prelados; esto porque apoyó la teoría teológica heterodoxa del origenismo (una forma de apocatástasis), declarada herética en el concilio de Constantinopla en 553. En cambio, los elementos de la tesis fueron aceptados por la Iglesia Ortodoxa. La doctrina de Orígenes, que Papini en la práctica vuelve a proponer en el texto, como luego otros teólogos después de él, se basa en algunos textos bíblicos (Hechos de los Apóstoles, Cartas de Pablo) y en los escritos del monje alejandrino según los cuales se condena a los condenados, pero no para siempre, ya que el plan de salvación no puede cumplirse si faltara una sola criatura: "Pensamos que la bondad de Dios, por mediación de Cristo, llevará a todas las criaturas al mismo fin"; La Iglesia Católica había decretado bajo pena de excomunión que "si alguien dice o siente que el castigo de los demonios y de los impíos es temporal o que terminará después de cierto tiempo, es decir, que habrá un restablecimiento (apocatástasis) de demonios o hombres malvados, sean anatema».
Papini escribe:
- “El Diablo, por tanto, es un agente de Dios, reconocido por Dios: algo así como un investigador y un fiscal. Parece, casi, un procurador del Rey del Cielo ".

También hay ecos del Libro de Job. L'Osservatore Romano lo aplastó ("un libro lleno de errores, de hecho descuiado y sensacional"), el libro fue boicoteado por algunas librerías católicas (en una el propietario arrojó los 40 ejemplares comprados al Tíber). La Agencia Romana Informaciones, dirigida por monseñor Roberto Ronca, escribió que "la eternidad del infierno es un dogma de fe y por tanto se excluye que la sagrada congregación del Santo Oficio permita a los católicos leer un libro como El diablo . . »Por tanto, se propuso que el ensayo teológico fuera incluido en el Índice, pero Papini no sufrió consecuencias, también porque al final ni la Congregación para la Doctrina de la Fe ni el Papa Pío XII emitieron sentencias de condena. El Índice fue finalmente suprimido en 1966 por el Papa Pablo VI y, por lo tanto, Papini nunca apareció en él.
También cabe mencionar, en este período, La logia de los bustos y El espía del mundo, ambas publicadas en 1955. En el mismo período Papini colaboró con el Corriere della Sera, publicando artículos quincenales, y continuó realizando breves análisis de la obra de Giacomo Leopardi, iniciados en la década de 1930.
En 1953 Papini sufrió una grave enfermedad, cuyos síntomas habían comenzado en 1952 durante un viaje en tren: una parálisis progresiva, causada por una enfermedad de las neuronas motoras; según el diagnóstico de su amigo el Dr. Sante Villani, informado por el biógrafo Roberto Ridolfi, una forma de esclerosis lateral amiotrófica (ELA) con parálisis bulbar que lo privó del uso de sus piernas, manos y brazos e incluso, en su fase terminal (1955-56), del habla; también perdió el uso de la vista (si no fuera por una muy leve capacidad en el ojo derecho) debido al debilitamiento que se produjo con los años debido a la edad y la naturaleza de su fuerte miopía congénita. Le concedió la última entrevista a Oriana Fallaci en 1953.
Además de su cuerpo, su espíritu también se vio muy golpeado: en 1954 murió su hija Gioconda. Papini se encerró cada vez más en sí mismo, en la oración y en la vida monástica. Su estado de salud se deterioró cada vez más, aunque no dejó de trabajar en La imitación del Padre.
En 1955 su candidatura al Premio Nobel de Literatura fue propuesta por el filólogo suizo Henri de Ziégler. Lúcido hasta el final, con la ayuda de su sobrina Anna Casini Paszkowski (hija de Viola Papini) escribió El juicio universal, un proyecto juvenil publicado póstumamente en 1957. Contó los años de su enfermedad en La felicidad de los infelices (1956). En los últimos días pidió que le leyeran Santi che amo, una colección de ensayos de la embajadora de Estados Unidos en Italia, Clare Boothe Luce, también escritora y convertida de adulta.

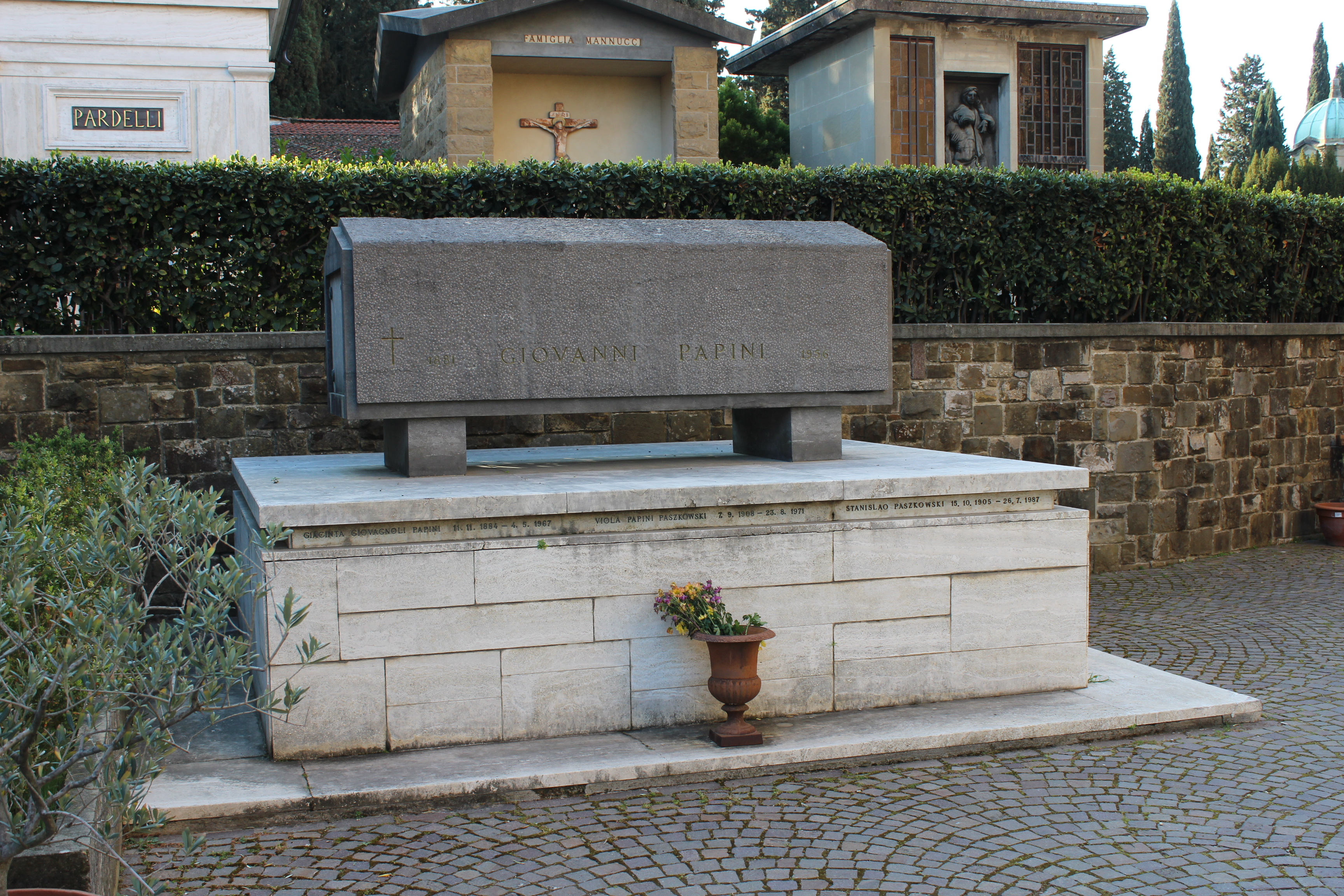
Tumba de Papini en el Cimitero delle Porte Sante (Florencia).

Finalmente, murió en 1956 en su ciudad natal, Florencia, ciego, mudo y paralítico, pero con la sonrisa de una carrera plena en defensa de la justicia y la verdad, arropado por su familia, estimado por todos como un literato de primer nivel. Borges mismo se pronunció posteriormente sobre la enorme calidad de su obra y por lo sugerente de la misma, en la que se trenza una narrativa rica, a medio camino entre lo filosófico y lo literario.

## Principales obras y su repercusión

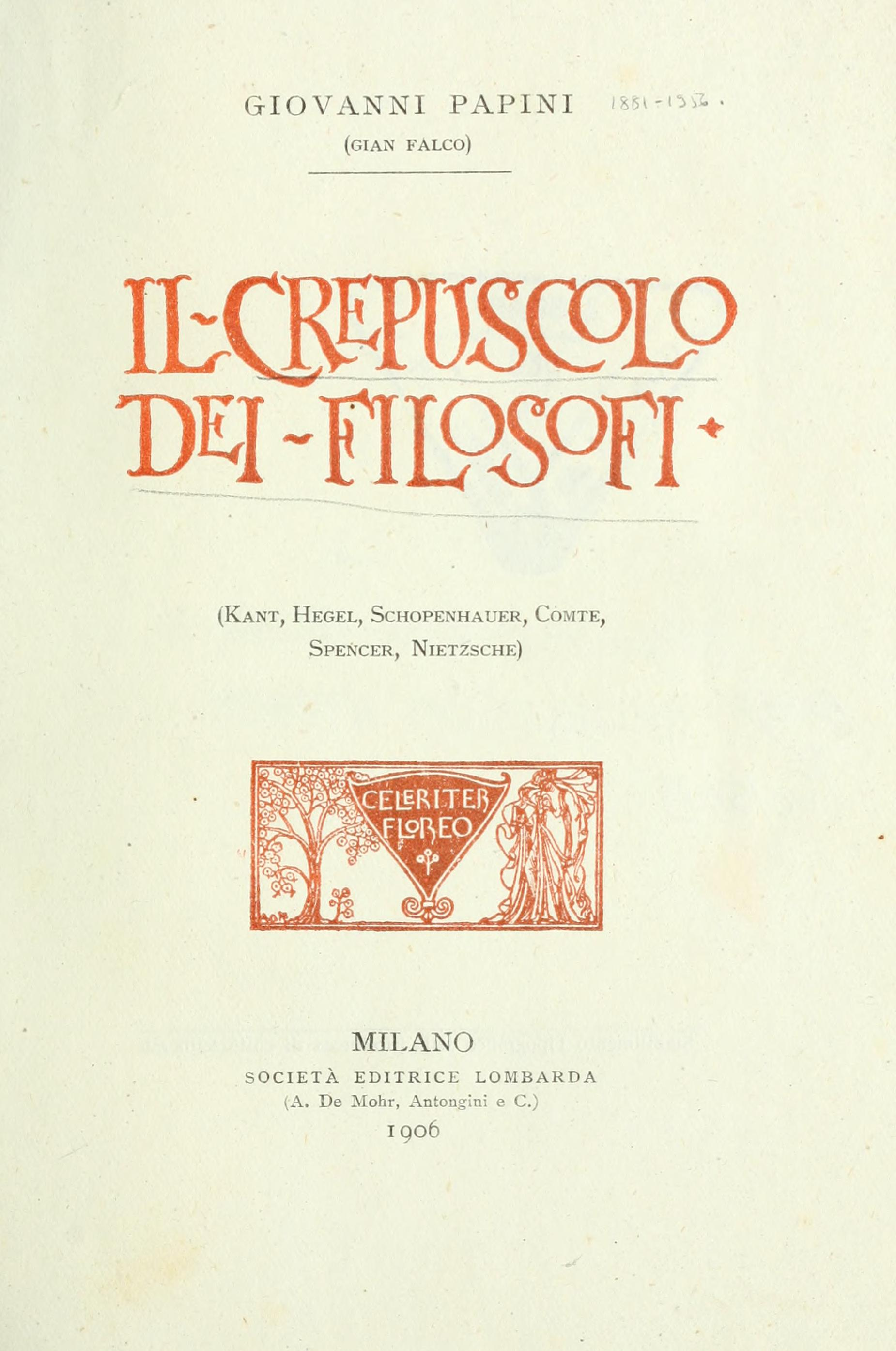
Il crepuscolo dei filosofi (1906)

En 1906 publica El Crepúsculo de los Filósofos, en el que critica los sistemas filosóficos de Kant, Hegel, Schopenhauer, Comte, etc. Al año siguiente publica Lo trágico cotidiano y El piloto ciego, una «novela metafísica» e innovadora.
La crítica europea considera que su mejor obra es Gog, una colección de relatos filosóficos, escritos en un estilo brillante y satírico, y hasta el propio Papini confesó amarla sobre todas las otras. A ella le siguió, muchos años después, como continuación, El libro negro, con igual estilo brillante y satírico. Sin embargo, Un hombre acabado (autobiografía) es considerada por muchos otros como su obra maestra.
Por otra parte, su obra El Diablo, una de las últimas, fue objeto de grandes discusiones y controversias. En ella explica cómo el amor de Dios al ser tan grande y magnífico, al llegar el Juicio Final, se compadecerá de todos los sufrientes, cerrará el infierno y redimirá a todos los pecadores, lo cual es incompatible con la doctrina de la Iglesia católica. Además, entre sus obras religiosas están Historia de Cristo, San Agustín, La escala de Jacob, Cartas del Papa Celestino VI a los hombres y Juicio Universal (póstuma). 
En palabras de Jorge Luis Borges, «Si alguien en este siglo es equiparable al egipcio Proteo, ese alguien es Giovanni Papini, que alguna vez firmara Gian Falco, historiador de la literatura y poeta, pragmatista y romántico, ateo y después teólogo". El propio Borges dice que "hay estilos que no permiten al autor hablar en voz baja. Papini, en la polémica, solía ser sonoro y enfático».

## Obras completas
- El crepúsculo de los filósofos (1905)
- Lo trágico cotidiano (1906)
- El piloto ciego (1907)
- La otra mitad (1911)
- La vida de nadie (1912)
- Memorias de Dios (1912)
- Palabras y sangre (1912)
- Un hombre acabado (1913)
- Veinticuatro cerebros (1913)
- Pragmatismo (1913)
- Bufonadas (1914)
- Mi futurismo (1914)
- Cien páginas de poesía (1915)
- Virilidad (1915)
- La paga del sábado (1915)
- Cercenaduras (1916)
- Primera obra (1917)
- Veinte razones en prosa (1917)
- Polémicas religiosas (1917)
- Carducci, hombre (1918)
- Días de fiesta (1918)
- Testimonios (1918)
- La Europa Occidental contra la Mitteleuropa (1918)
- La experiencia futurista (1920)
- Historia de Cristo (1921)
- Pan y vino (1926)
- Los operarios de la viña (1929)
- Herejías literarias (1930)
- San Agustín (1930)
- Gog (1931)
- La escala de Jacob (1932)
- Los amantes de Sofía (1932)
- Los nietos de Dios (1932)
- Retratos italianos (1932)
- Retratos extranjeros (1932)
- Dante, vivo (1933)
- El saco del ogro (1933)
- Poesía en prosa (1933)
- Poesía en verso (1933)
- La piedra infernal (1934)
- Grandeza de Carducci (1935)
- Historia de la literatura italiana (Vol. I) (1937)
- Los testigos de la pasión (1937)
- Figuras humanas (1940)
- La corona de plata (1941)
- Exposición personal (contiene Soliloquios de Belén) (1941)
- La imitación del padre (1942)
- Cielo y tierra (1943)
- Recuerdos de juventud (1943)
- Cartas del Papa Celestino VI a los hombres (1946)
- Hojas del bosque (1946)
- Pasado remoto (1948)
- Santos y poetas (1948)
- Vida de Miguel Ángel en la vida de su tiempo (1949)
- Las locuras del poeta (1950)
- El libro negro (continuación de Gog) (1951)
- El Diablo (1953)
- El espía del mundo (1955)
- La logia de los bustos (1955)

Póstumas:
- Las felicidades del infeliz (1956)
- Juicio universal (1957)
- Segundo nacimiento (1958)
- Diario (1962)
- Informe sobre los hombres (1977)

En colaboración:
- La cultura italiana (con G. Prezzolini) (1906)
- Viejo y nuevo nacionalismo (con G. Prezzolini) (1914)
- Poetas de hoy (con P. Pancrazi) (1920)
- Diccionario del hombre salvaje (A-B) (con D. Giuliotti) (1923)
- Prosas de católicos italianos de cada siglo (con  G. De Luca) (1941)

### Principal
- Castelli, Eugenio - Chiappini, Julio O.: Diez ensayos sobre Giovanni Papini, Colmegna, Santa Fe, 1971.

- Cervera Salinas, Vicente: El rostro agudo y nihilista de Papini: Gog, Revista Cartaphilus 1, 2007.
- Colombo, Stela Maris: Giovanni Papini: un antecedente desprestigiado, Revista El Cuento en Red. (enlace roto disponible en Internet Archive; véase el historial, la primera versión y la última).
- De La Fuente, Jaime: Papini. Una vida en busca de la verdad, Epesa, Madrid, 1970. (enlace roto disponible en Internet Archive; véase el historial, la primera versión y la última).
- Franchini, Victorio: Papini íntimo, Nova, Buenos Aires, 1959.
- Gallud Jardiel, Enrique: Giovanni Papini y la literatura imposible, 2013. (enlace roto disponible en Internet Archive; véase el historial, la primera versión y la última).
- Horia, Vintila: Giovanni Papini, Escelicer, Madrid, 1965.
- Lattanzi, Lamberto: Introducción en Papini, Giovanni, Historia de Cristo, Mundo Moderno, Buenos Aires, 1923.
- Ridofi, Roberto: Vida de Giovanni Papini, Cid, Madrid, 1958.
- Valencia, María Dolores - Peña, Victoriano: Las inquietudes filosóficas de Giovanni Papini en "Un uomo finito", 2006.

### Secundaria
- Allodoli, Ettore:  Prólogo en Papini, Giovanni, Gog - El libro negro, Porrúa, México, 1984.
- Borges, Jorge Luis: Prólogo en Papini, Giovanni, Lo trágico cotidiano - El piloto ciego - Palabras y sangre, Hyspamerica, Buenos Aires, 1985.
- Cervera Salinas, Vicente - Hernández González, Belén - Adsuar Fernández, María Dolores (ed.): Giovanni Papini. El prisionero de sí mismo, Editum, 2007.
- D'Amicis, Antonio: Un "periódico absolutamente necesario": el Leonardo 1903-1907, 2003.
- Horia, Vintila: Prólogo en Papini, Giovanni, Descubrimientos espirituales, Emecé, Buenos Aires, 1951.
- Mandrioni, Héctor: Meditación preliminar en Papini, Giovanni, La escala de Jacob, Plaza & Janes, Barcelona, 1946.
- Martín, Isidoro: Presentación en Papini, Giovanni, Juicio universal, Plaza & Janes, Barcelona, 1976.
- Velloso, José Miguel: Prólogo en Papini, Giovanni, Obras, Tomo I, Aguilar, Madrid, 1966.